# Ice Wars
Ice Wars (w 2001 roku World Ice Challenge) – produkcja telewizyjna i grupowe zawody dla elity łyżwiarstwa figurowego. Od pierwszego spotkania w 1994 roku, odbywają się w listopadzie. W 2001 zmieniono ich nazwę na World Ice Challenge, ze względu na zamach terrorystyczny z 11 września 2001 na World Trade Center. Co roku zmienia się gospodarz zawodów. 

## Zawodnicy
W imprezie udział biorą najwięksi łyżwiarze figurowi, którzy odeszli ze sportu i nie występują już na igrzyskach olimpijskich i zawodach Międzynarodowej Unii Łyżwiarskiej. 
Uczestniczą: soliści, solistki, pary taneczne i pary sportowe. Zwykle konkuruje między sobą drużyna USA lub Ameryki Północnej z drużyną Świata. W 2005 roku zrobiono wyjątek. Do walki stanęli wyłącznie soliści i solistki, podzieleni na grupy Kobiet i Mężczyzn

### 1994
| Drużyna | Zawodnik |
| ------- | --- |
| USA     | Kristi Yamaguchi Doop Doop, Reflections of Passion Nancy Kerrigan, Desperate Love, Run To You Brian Boitano, Mack the Black, Preludio And Siciliana Paul Wylie, Carmina Burana, Schindler's List                      |
| Świat   | Katarina Witt Solo, Where Have all the Flowers Gone Oksana Bajuł Hours Between Night and Day, Pas de Deux Kurt Browning St. Louis Blues, The Rocketeer Wiktor Petrenko Cherry Pink and Apple Blossom White, Malaguena |

### 1995
| Drużyna | Zawodnik |
| ------- | --- |
| USA     | Kristi Yamaguchi Linus and Lucy, Gonna Be Strong Nancy Kerrigan The Hazel Woods Caracena, With One Look Brian Boitano Mack the Black, Don't Cry Paul Wylie La Valse, On The Waterfront                |
| Świat   | Elizabeth Manley Are You Ready For This?, The Impossible Dream Oksana Bajuł The Feeling Begins, Sadeness Kurt Browning Bonzo's Montreux, Hey Pachuco Wiktor Petrenko Limelight, This Business of Love |

### 1996
| Drużyna | Zawodnik |
| ------- | --- |
| USA     | Rosalynn Sumners My Favorite Things, Beautiful Goodbye Jill Trenary Variations on the Kanon, These Boots are Made For Walkin' Caryn Kadavy Toccata and Fugue, It's All Coming Back to Me Now Scott Hamilton Walking the Dog/Sabre Dance, Cuban Pete Paul Wylie Summon the Heroes, Mission: Impossible Brian Boitano Mack the Black, Kiss Me |
| Świat   | Katarina Witt Lemon Tree, Baby Yuka Satō I Love You Always Forever, Sozo Elizabeth Manley I Will Survive, The Power of the Dream Kurt Browning Lightning Crashes, The Cascades (Red Hat) Wiktor Petrenko Breakfast At Tiffany’s, Tosca Jozef Sabovčík Sarajevo medley, Trapped                                                              |

### 1997
| Drużyna | Zawodnik |
| ------- | --- |
| USA     | Nancy Kerrigan A Boy Like That/The Dance at The Gym, God Help the Outcasts Rosalynn Sumners Sweet Rosalyn, Mouth Caryn Kadavy Foolish Games, Mambo Italiano Paul Wylie Summon the Heroes, Sleepers Rudy Galindo The Sound of Silence, Through the Eyes of Love Brian Boitano Shaft, Shenendoah/They Call the Wind Mariah |
| Świat   | Katarina Witt It's a Man’s Man’s World, Man of la Mancha Oksana Bajuł The Color of The Night, All That Jazz/Hot Honey Rag Yuka Satō La Bayadere, Home Again Kurt Browning I'm Not Sleeping, Are You Lonesome Tonight Wiktor Petrenko Django, Beatles medley Jozef Sabovčík Alone You Breathe, Secret Garden              |

### 1998
| Drużyna | Zawodnik |
| ------- | --- |
| USA     | Brian Boitano The Prayer, Frank Sinatra medley Rudy Galindo In the Navy/Macho Man/YMCA, Rondo Capriccioso Nancy Kerrigan Who Wants To Live Forever, Man! I Feel Like A Woman! Tara Lipinski Head Over Heels, The Second Element |
| Świat   | Wiktor Petrenko ?, Michael Jackson medley Philippe Candeloro The Godfather, Saturday Night Fever Oksana Bajuł Toccata & Fugue in D minor, My All Surya Bonaly Incantations, Tu Quieres Volver                                   |

### 1999
| Drużyna | Zawodnik |
| ------- | --- |
| USA     | Rudy Galindo The Rose, Studio 54 medley Tonia Kwiatkowski Love Moves in Mysterious Ways, Marilyn Monroe Routine Tara Lipinski Genie in a Bottle, Dreamcatcher Kristi Yamaguchi Smooth, From This Moment On Brian Boitano Gone, Wild Elephants Scott Davis Por Arriba, Por Abajo/Bombay, Stay the Same Jenni Meno / Todd Sand Amore Perduto, Europa Elizabeth Punsalan /Jerod Swallow Oblivion, Umbrellas of Cherbourg                                                           |
| Świat   | Oksana Bajuł Dov'è l'Amore, Baby One More Time Surya Bonaly Bajo Fuego/Rebel March, Gopher Mambo Yuka Satō Hat Full of Stars, I Make Him Feel Good Kurt Browning The Promise, Play That Funky Music/Brick House Philippe Candeloro Bailamos/I'm a Man/Maria, Braveheart Aleksiej Urmanow Georgian Variations, Swan Lake/Sleeping Beauty Mandy Wötzel / Ingo Steuer Wings of Hope/In Memory, Revolutions Majia Usowa / Jewgienij Płatow Spente Le Stelle, Umbrellas of Cherbourg |

### 2000
| Drużyna | Zawodnik |
| ------- | --- |
| USA     | Nicole Bobek Music, Ave Maria Rudy Galindo Big Spender, Colors of the Wind Kristi Yamaguchi Desert Rose, (I can't get no) Satisfaction Brian Boitano How come U Don't Call Me Anymore?, Blue     |
| Świat   | Kurt Browning Crash Into Me, Bring Him Home Philippe Candeloro It Was a Very Good Year, Tom Jones medley Katarina Witt Case Continues, Fever Surya Bonaly Ninkou Latora A La Lune, March with Me |

### 2001
| Drużyna | Zawodnik |
| ------- | --- |
| USA     | Tara Lipinski Shenendoah, Color of Roses Rudy Galindo Elephant Love medley, Gaitie Parisienne Kristi Yamaguchi Dance With Me Slow, Trust a Try Brian Boitano You're Still You, Girl From Ipanema |
| Świat   | Kurt Browning Am I the Only One?, Nyah Philippe Candeloro Love is All, Castaway Surya Bonaly Mask, Madame Butterfly Yuka Satō Strangers in Paradise, Color of Roses                              |

### 2002
| Drużyna | Zawodnik |
| ------- | --- |
| USA     | Tara Lipinski Paint It Black, To Where You Are Nicole Bobek Abba/Mamma Mia, Mystere Scott Hamilton Figaro, Double Bogey Blues Brian Boitano Nat King Cole medley, Hernando’s Hideaway |
| Świat   | Ilja Kulik Piano Concerto in A Minor, Rubberband Man Kurt Browning Alive, Crash Into Me Surya Bonaly Shadowland, I Will Survive Marija Butyrska Ave Maria , Eyes Like Yours           |

### 2003
| Drużyna          | Zawodnik |
| ---------------- | --- |
| Północna Ameryka | Nicole Bobek Love Story, Dust in the Wind Brian Boitano Persistence of Time (Pt. I), Persistence of Time (Pt. II) Kurt Browning Moondance, Ding Dong Daddy Jamie Salé / David Pelletier Crying, Who Wants to Live Forever |
| Świat            | Ilja Kulik Nutcracker, A House is Not a Home Wiktor Petrenko Hotel California, Flight Oksana Bajuł Violin Concerto, Swan Lake Jelena Bierieżna / Anton Sicharulidze Polyushke Poyle (Meadowlands), Let Me Fall            |

### 2004
| Drużyna | Zawodnik |
| ------- | --- |
| USA     | Nicole Bobek ?, Whatever Lola Wants Kristi Yamaguchi She's Got A Way, Belleville Rendez-Vous Todd Eldredge Hymne A L’Amour, Il Mirto and La Rosa Brian Boitano Sogno, He Just Wants to Cha Cha                                    |
| Świat   | Aleksiej Jagudin Moon Over Bourbon Street, Feeling Begins Kurt Browning The Jitterbug, Supercalifragilisticexpialidocious Oksana Bajuł Golden Eye/Die Another Day, Swan Lake/Ice Ice Baby Yuka Satō In These Shoes?, Naughty Girl |

### 2005
| Drużyna   | Zawodnik |
| --------- | --- |
| Kobiety   | Marija Butyrska Color of the Night, Abba Mix (Money, Money, Money/Winner Takes It All) Yuka Satō Beanfields, Wine Safari Nancy Kerrigan Sway, Born to Try Oksana Bajuł White Snow, What a Wonderful World |
| Mężczyźni | Kurt Browning Peace Frog, I Did It Aleksiej Jagudin Sway, Shout Brian Boitano Man of La Mancha, Elegy for Harp and Strings Elvis Stojko Alla Luce del Sole, Are You Gonna Be My Girl                      |

### 2006
| Drużyna | Zawodnik |
| ------- | --- |
| USA     | Brian Boitano Your Hands are Cold, That's Life Michael Weiss I Can Only Imagine, Get Down Tonight/Boogie Shoes/That's the Way I Like It Rory Flack Burghart Get Here, Last Dance Angela Nikodinov To Love You More, There You'll Be |
| Świat   | Kurt Browning Easy, Expectation and the Blues Aleksiej Jagudin Blues for Klook, Legend Shizuka Arakawa Ave Maria, You Raise Me Up Oksana Bajuł In Our Tears/Carmina Burana, Black Horse and the Cherry Tree                         |

## System oceniania
Przy wyborze zwycięzców bierze się pod uwagę zarówno elementy techniczne jak i artystyczne. Zawodnicy indywidualnie zbierają punkty na konto drużyny. System oceniania zmieniał się wielokrotnie, nigdy nie opracowano jednolitego.

## Zwycięzcy
| Rok  | Miejsce               | Drużyna zwycięska |
| ---- | --------------------- | ----------------- |
| 1994 | Uniondale/ Providence | USA               |
| 1995 | Uniondale             | USA               |
| 1996 | Tampa                 | USA               |
| 1997 | Albany                | Świat             |
| 1998 | Albany                | USA               |
| 1999 | Baton Rouge           | USA               |
| 2000 | Wilkes-Barre          | Świat             |
| 2001 | Wilkes-Barre          | USA               |
| 2002 | Manchester            | USA               |
| 2003 | Albany                | Świat             |
| 2004 | Charleston            | Świat             |
| 2005 | Peoria                | Mężczyźni         |
| 2006 | Hoffman Estates       | Świat             |